# Tuscarora

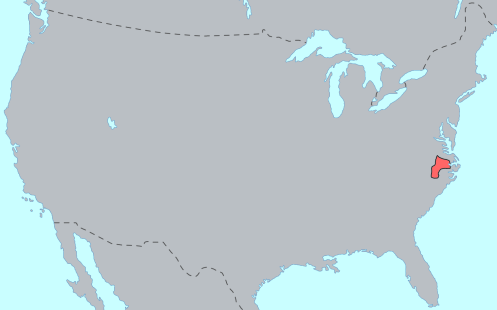
Territori originari dels Tuscarora

Els tuscarora són una tribu ameríndia membre de la Confederació iroquesa, el nom del qual prové de ska-ru-ran "recollidors de cànem". Vivien originàriament vora Raileigh (Carolina del Nord). Actualment viuen a la reserva Tuscarora de Nova York, vora les cascades del Niàgara, i alguns al territori original i a Ontario.
Antigament eren una tribu poderosa, però després de la Guerra del 1711 restaren molt delmats i es van veure obligats a demanar el vassallatge de la Confederació Iroquesa, i n'esdevingueren membres.
Eren 5.600 el 1708, però el 1060 eren 430 a Nova York i el 1970 eren 600 a Ontario i 700 a Nova York i Carolina del Nord. Segons Asher eren 1.000, dels quals 333 parlaven la llengua. Segons el cens dels EUA del 2000 hi havia 3.705 tuscarora.

## Llista de tuscarora cèlebres
- J.N.B Hewitt
- Teresa Morris